# Линдберг (лунный кратер)
Кратер Линдберг (лат. Lindbergh) — небольшой ударный кратер в центральной части Моря Изобилия на видимой стороне Луны. Название присвоено в честь американского лётчика Чарльза Линдберга (1902—1974) и утверждено Международным астрономическим союзом в 1976 г. 

## Описание кратера
Ближайшими соседями кратера являются маленький кратер Амонтон на западе; кратер Мессье на северо-западе; кратер Бильхарц на востоке; кратер Аль-Марракиши на юге-юго-востоке и кратер Ибн Батута на юго-западе. На севере от кратера находятся гряды Гейке; на юге - гряды Моусона. Селенографические координаты центра кратера 5°25′ ю. ш. 52°54′ в. д. / 5,41° ю. ш. 52,9° в. д., диаметр 13,3 км, глубина 1890 м.
Кратер Линдберг имеет циркулярную форму с небольшим выступом в юго-западной части. Вал с четко очерченной острой кромкой и гладким внутренним склоном. Высота вала над окружающей местностью достигает 450 м, объем кратера составляет приблизительно 70 км³. Дно чаши ровное, диаметром приблизительно в половину диаметра кратера. По морфологическим признакам кратер относится к типу BIO (по названию типичного представителя этого класса — кратера Био).
До получения собственного наименования в 1976 г. кратер имел обозначение Мессье G (в системе обозначений так называемых сателлитных кратеров, расположенных в окрестностях кратера, имеющего собственное наименование).

## Сателлитные кратеры
Отсутствуют.

## См.также
- Список кратеров на Луне
- Лунный кратер
- Морфологический каталог кратеров Луны
- Планетная номенклатура
- Селенография
- Минералогия Луны
- Геология Луны
- Поздняя тяжёлая бомбардировка